# The Band (음반)
| 전문가 평가                   | 전문가 평가 |
| 평가 점수                     | 평가 점수   |
| 출처                          | 점수        |
| ----------------------------- | ----------- |
| AllMusic                      | [ 1 ]       |
| DownBeat                      | [ 2 ]       |
| Entertainment Weekly          | A           |
| MusicHound                    | 5/5         |
| Pitchfork                     | 10/10       |
| Q                             | [ 6 ]       |
| The Village Voice             | A+          |
| Rolling Stone                 | [ 8 ]       |
| The Rolling Stone Album Guide | [ 9 ]       |
| Encyclopedia of Popular Music | [ 10 ]      |

《The Band》는 1969년 9월 22일에 발매된 캐나다와 미국의 록 밴드 더 밴드의 두 번째 스튜디오 음반이다. 이 음반은 《The Brown Album》으로도 알려져 있다. 2000년 재발행을 위한롭 보우먼 의 라이너 노트에 따르면, 《The Band》는 콘셉트 음반으로 간주되어 왔으며, 이전 버전의 아메리카나와 관련된 사람, 장소, 전통에 초점을 맞춘 곡들이었다. 따라서 이 음반에 수록된 곡들은 〈The Night They Drove Old Dixie Down〉, 〈King Harvest (Has Surely Come)〉, 〈Jawbone〉(비정상적인 6/4 박자표로 구성됨)의 역사적인 주제를 다룬다.

## 녹음
뉴욕의 스튜디오에서 세션을 시도하는 데 실패한 후, 더 밴드는 할리우드 힐스에 있는 그룹이 빌린 집의 풀하우스에 가게를 차렸다. 캘리포니아주 로스앤젤레스의 에반뷰 드라이브 8850번지에 위치한 이 집은 한때 주디 갈런드, 월리 콕스, 그리고 그 당시 새미 데이비스 주니어가 소유하고 있었다. 로비 로버트슨에 따르면, 이 장소는 "클럽하우스 콘셉트"라고 불리는 것에서 《The Basement Tapes》와 같은 느낌을 주기 위해 선택되었다고 한다. 음반을 완성하기 위한 세 곡 (〈Up on Cripple Creek〉에서 〈Jemima Surrender〉까지)은 클럽하우스 스튜디오에서 녹음된 것이 아니라 뉴욕의 더 히트 팩토리에서 녹음되었다.
공동 프로듀서인 존 사이먼에 따르면, 로비 로버트슨이 "지식에 굶주려 있습니다... 기술적인 관점에서 음반을 만드는 방법을 보여줬어요."라는 기록을 위해 대부분의 공학 기술을 인수했다고 한다.

## 발매
이 음반은 원래 1969년 9월 22일에 LP로 발매되었다. 1980년 "캐피틀 16000 시리즈"의 예산 바이닐 재발매에는 〈When You Awake〉와 〈King Harvest (Has Cury Come)〉가 누락되었다.
바이닐, 카세트 테이프, 콤팩트 디스크 등에서 여러 번 재발매된 후, 이 음반은 2000년에 로비 로버트슨이 감독하는 과정에서 보너스 트랙과 함께 리마스터드되고 재발매되었다(2000년 재발매는 밴드의 데뷔 음반인 《Music from Big Pink》와 함께 더블 CD로도 포장되었다).
이 음반은 2009년 오디오 피델리티에 의해 한정판 골드 CD로 재발매되었다. 재발행은 보너스 트랙으로 싱글 B-사이드의 〈Get Up Jake〉를 포함했다. 2000년 재발매에도 나오는 〈Get Up Jake〉는 오리지널 음반에 수록될 예정이었으나 밴드가 음반의 다른 트랙과 너무 비슷하다고 느꼈거나 물리적으로 음반의 공간이 부족했기 때문에 마지막 순간에 라인업에서 제외되었다. 또한 곡의 저개발 상태로 인해 음반 수록에 반대하기로 결정했다는 의견도 제시되었다. 〈Get Up Jake〉의 재작업 버전은 이후 70년대 초반의 라이브 공연과 1972년 라이브 음반 《Rock of Age》에도 포함되었다.
2019년, 2CD 50주년 기념판이 발매되었으며, 밥 루드윅이 마스터한 밥 클리어마운틴의 음반과 우드스톡 페스티벌에서 나온 몇 개의 아웃테이크 트랙과 밴드의 전체 라이브 세트가 완전히 새로운 스테레오 믹스되었다.
오리지널 LP 뒷면 커버는 셸턴 브룩스의 1917년 노래 〈Darktown Strutters' Ball〉의 오프닝 라인을 인용한 것이다.

## 곡 목록
모든 곡들은 특별한 언급이 없는 한 로비 로버트슨에 의해 작사/작곡하였다.
| #  | 제목                                    | 작사·작곡               | 리드 보컬     | 재생 시간 |
| -- | --------------------------------------- | ----------------------- | ------------- | --------- |
| 1. | 〈Across the Great Divide〉             |                         | 리처드 마누엘 | 2:53      |
| 2. | 〈Rag Mama Rag〉                        |                         | 레번 헬름     | 3:04      |
| 3. | 〈The Night They Drove Old Dixie Down〉 |                         | 헬름          | 3:33      |
| 4. | 〈When You Awake〉                      | 로버트슨, 리처드 마누엘 | 릭 단코       | 3:13      |
| 5. | 〈Up on Cripple Creek〉                 |                         | 헬름          | 4:34      |
| 6. | 〈Whispering Pines〉                    | 로버트슨, 마누엘        | 마누엘        | 3:58      |

| #  | 제목                               | 작사·작곡           | 리드 보컬 | 재생 시간 |
| -- | ---------------------------------- | ------------------- | --------- | --------- |
| 1. | 〈Jemima Surrender〉               | 로버트슨, 레번 헬름 | 헬름      | 3:31      |
| 2. | 〈Rockin' Chair〉                  |                     | 마누엘    | 3:43      |
| 3. | 〈Look Out Cleveland〉             |                     | 단코      | 3:09      |
| 4. | 〈Jawbone〉                        | 로버트슨, 마누엘    | 마누엘    | 4:20      |
| 5. | 〈The Unfaithful Servant〉         |                     | 단코      | 4:17      |
| 6. | 〈King Harvest (Has Surely Come)〉 |                     | 마누엘    | 3:39      |